# Tchatkalophantes tarabaevi
Tchatkalophantes tarabaevi är en spindelart som beskrevs av Andrei V. Tanasevitch 200. Tchatkalophantes tarabaevi ingår i släktet Tchatkalophantes och familjen täckvävarspindlar.
Artens utbredningsområde är Kazakstan. Inga underarter finns listade i Catalogue of Life.